# عبد المجيد النسعة
عبد المجيد مهدي النسعة آل الحصان (1934 - 9 مايو 2020)، مواليد مدينة معان جنوب الأردن، لواء عسكري متقاعد، خدم في الجيش العربي وكان المؤسس لمديرية التربية والتعليم والثقافة العسكرية، حاصل على ليسانس آداب قسم اللغة العربية من جامعة بيروت العربية.

## سيرته
في عام 1953 التحق النسعة بالقوات المسلحة الأردنية معلماً في قسم الثقافة.
عمل في الصحافة العسكرية بمديرية التوجيه المعنوي 1968-1972. أسس مديرية التربية والتعليم والثقافة العسكرية و كان مديراً لها في الفترة من عام 1972م ولغاية تقاعده (برتبة لواء) عام 1990م، انضم لاتحاد الكتاب والأدباء الأردنيين منذ عام 1991م.
كان رئيس تحرير مجلة الأقصى، وهي مجلة عسكرية ثقافية شهرية تصدرها مديرية التوجيه المعنوي في القيادة العامة للقوات المسلحة الأردنية، كذلك كان رئيس تحرير وناشر مجلة إنجاز، وهي مجلة فصلية تنموية ثقافية منوعة.
نُشرت للنسعة العديد من المقالات والدراسات في العديد من الصحف والمجلات في مختلف الدول العربية ويعد من رواد الشعر الحديث في الأردن وتحديداً في مجال النشيد.

## من إصداراته ومؤلفاته
- نسيم الصّبا - شعر
- أريج الخزامى - شعر
- الجيش العربي ودبلوماسية الصحراء
- كتاب الثورة العربية الكبرى (قصائد وأناشيد)
- كتاب بين الشريفين" الملك المؤسس والشريف الرضي"
- كتاب من مأثر الملك المؤسس عبد الله بن الحسين
- إزهار في الشعار - بحث أدبي
- صدى السنين - شعر
- أغنيات للشريف الهاشمي - شعر
- تاريخ الجيش العربي في عهد الإمارة 1921/1941م

له أناشيد وطنية شهيرة منها؛
- من وحي الثورة
- حامي المجد يا بلادي

من أعماله التي ما يزال يحفظها الجميع صغارا وكبارا وبثت عبر أثير الإذاعة وشاشة التلفاز منذ زمن وما زالت.. النشيد الوطني ... يا بلادي.
قال في مدينته معان: